# Enzo Francescoli
Enzo Francescoli Uriarte (ur. 12 listopada 1961 w Montevideo) – urugwajski piłkarz, grający na pozycji napastnika bądź ofensywnego pomocnika.
Francescoli jest znany jako El Principe (po hiszpańsku) albo Le Prince (po francusku), co znaczy Książę.

## Życiorys
Urodził się w Montevideo, w rodzinie o włoskich korzeniach. 
Już od najmłodszych lat był przesiąknięty futbolem, w wolnych chwilach uganiał się za futbolówką w dziecięcych zespołach Club Cadys Real – klubu, który działał w jego najbliższym sąsiedztwie.. 

## Kariera klubowa
Francescoli zadebiutował w zawodowym futbolu jako gracz urugwajskiej drużyny Wanderers. W 1983 roku przeszedł z Montevideo Wanderers do argentyńskiego River Plate, gdzie grał do 1986 roku. Kolejne przystanki w jego karierze to: Matra Racing Paryż (1986–1989), Olympique Marsylia (1989–1990), Cagliari Calcio (1990–1993), Torino Calcio (1993–1994) i ostatecznie ponownie River Plate, w którym w 1997 zakończył sportową karierę. 

## Kariera reprezentacyjna
Grał w reprezentacji Urugwaju na Mistrzostwach Świata w Meksyku w 1986 oraz Mistrzostwach Świata we Włoszech w 1990. Oprócz występów na Mistrzostwach Świata ma w dorobku 3 triumfy w Copa América w 1983, 1987 i 1995 roku. W reprezentacji Urugwaju Francescoli rozegrał 74 mecze strzelając 19 bramek. 

## Sukcesy

### Klubowe
River Plate
- Primera División: 1985–86, 1994 Apertura, 1996 Apertura, 1997 Clausura, 1997 Apertura
- Copa Libertadores: 1996
- Supercopa Sudamericana: 1997

Olympique Marsylia
- Division 1: 1989–90

### Reprezentacyjne
Urugwaj
- Copa América: 1983, 1987, 1995

### Indywidualne
- Najlepszy piłkarz Copa América: 1983, 1995
- Piłkarz roku Ameryki Południowej: 1984, 1995
- Król strzelców Primera División: 1984 Metropolitano, 1985–86, 1994 Apertura
- Piłkarz roku w Argentynie: 1985, 1995
- FIFA 100